# Братылово
Браты́лово (бел. Братылава) — деревня в Брестском районе Брестской области Белоруссии. Входит в состав Чернинского сельсовета.

## География
Граничит с деревней Большие Косичи. Расстояние до центра сельсовета, агрогородка Черни, составляет 3,5 км на запад; до центра Бреста — 13,5 км на юго-запад.

## История
В письменных источниках известна с XVI века как село в Берестейском повяте Берестейского воеводства ВКЛ. В 1599 году — шляхетская собственность.
В XIX веке — деревня Брестского уезда Гродненской губернии, в составе имения Черни (владение господина Ягмина). В 1858 году в деревне было 119 ревизских душ, в 1870 году относилась к Чернинскому сельскому обществу.
В 1905 году — деревня (238 жителей) и фольварк (12 жителей) Косичской волости.
После Рижского мирного договора 1921 года — в составе гмины Косичи Брестского повята Полесского воеводства Польши, 29 дворов. С 1939 года — в составе БССР.

## Население
На 1 октября 2018 года насчитывалось 224 жителя в 93 домохозяйствах, из них 55 младше трудоспособного возраста, 128 — в трудоспособном возрасте и 41 — старше трудоспособного возраста. Есть магазин.